# Ferme castrale van Hermalle-sous-Huy

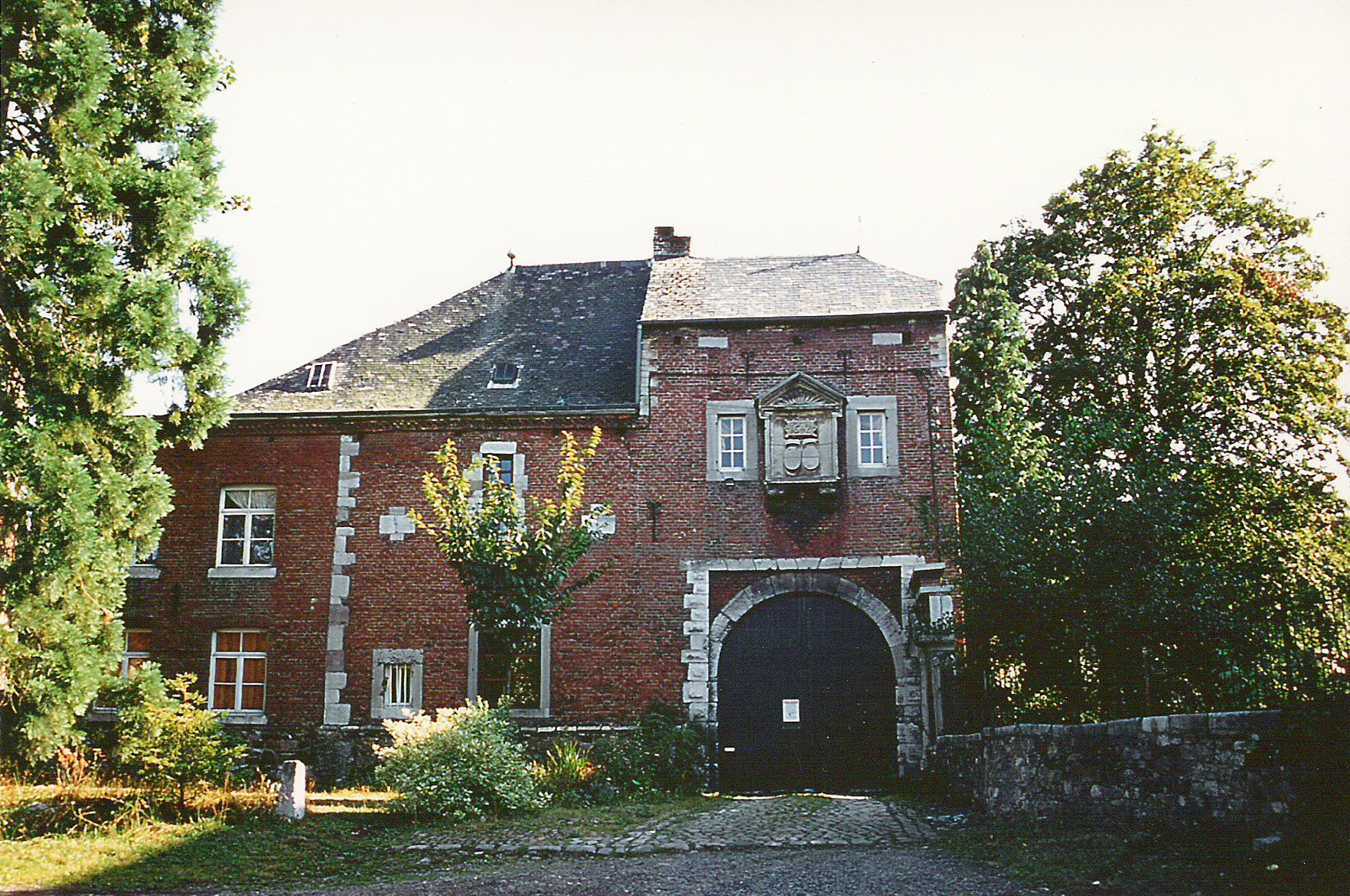
Noordgevel van de Ferme castrale

De "Ferme castrale" van Hermalle-sous-Huy, gelegen in Engis op de rechteroever van de Maas (11 km stroomafwaarts van Hoei, 23 km boven Luik) is de oude versterkte hoeve van het kasteel van Hermalle waarvan de oudste delen dateren uit de 12de eeuw.

## Ontwikkeling van de gebouwen

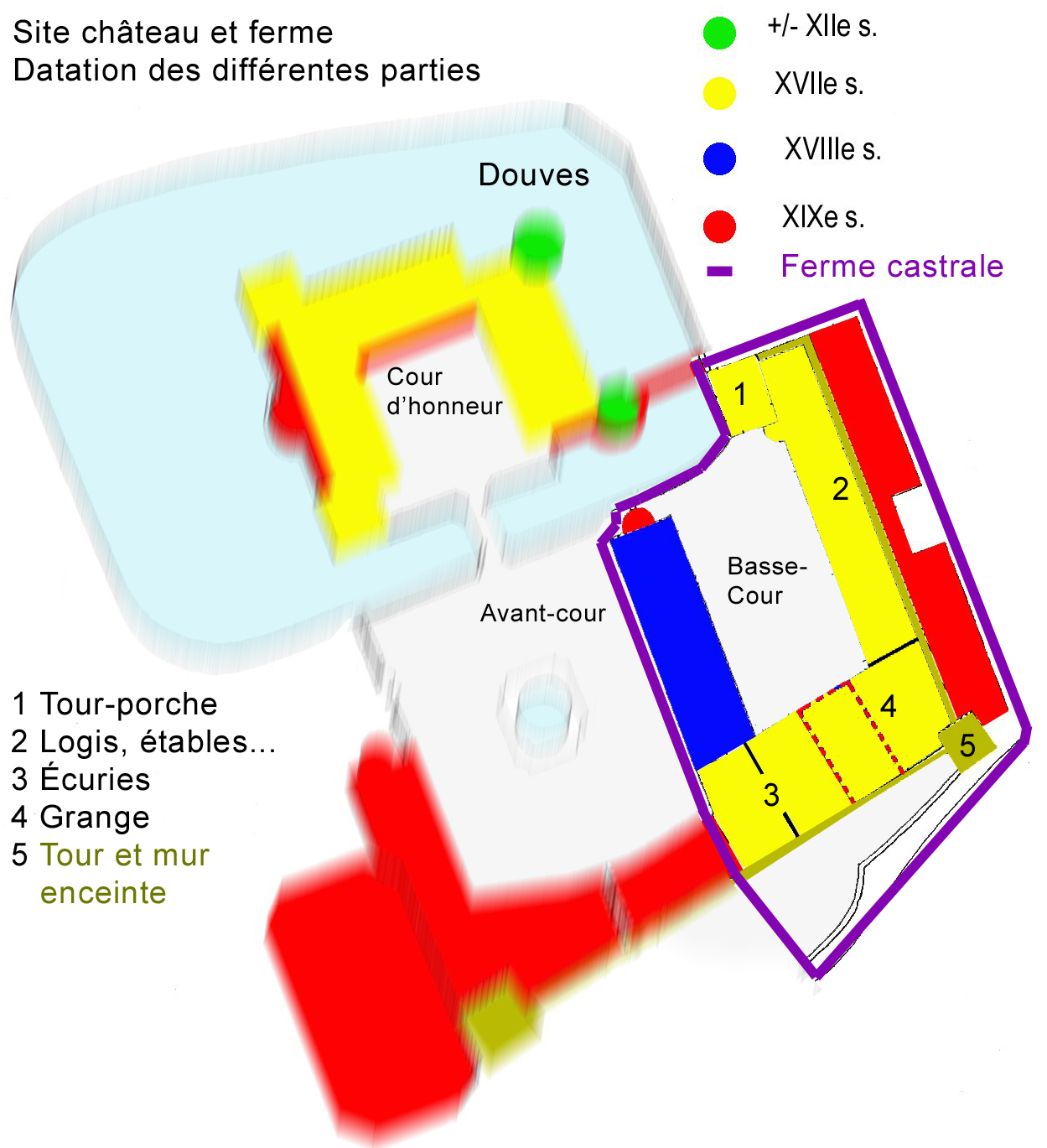
Plan van de hoeve.

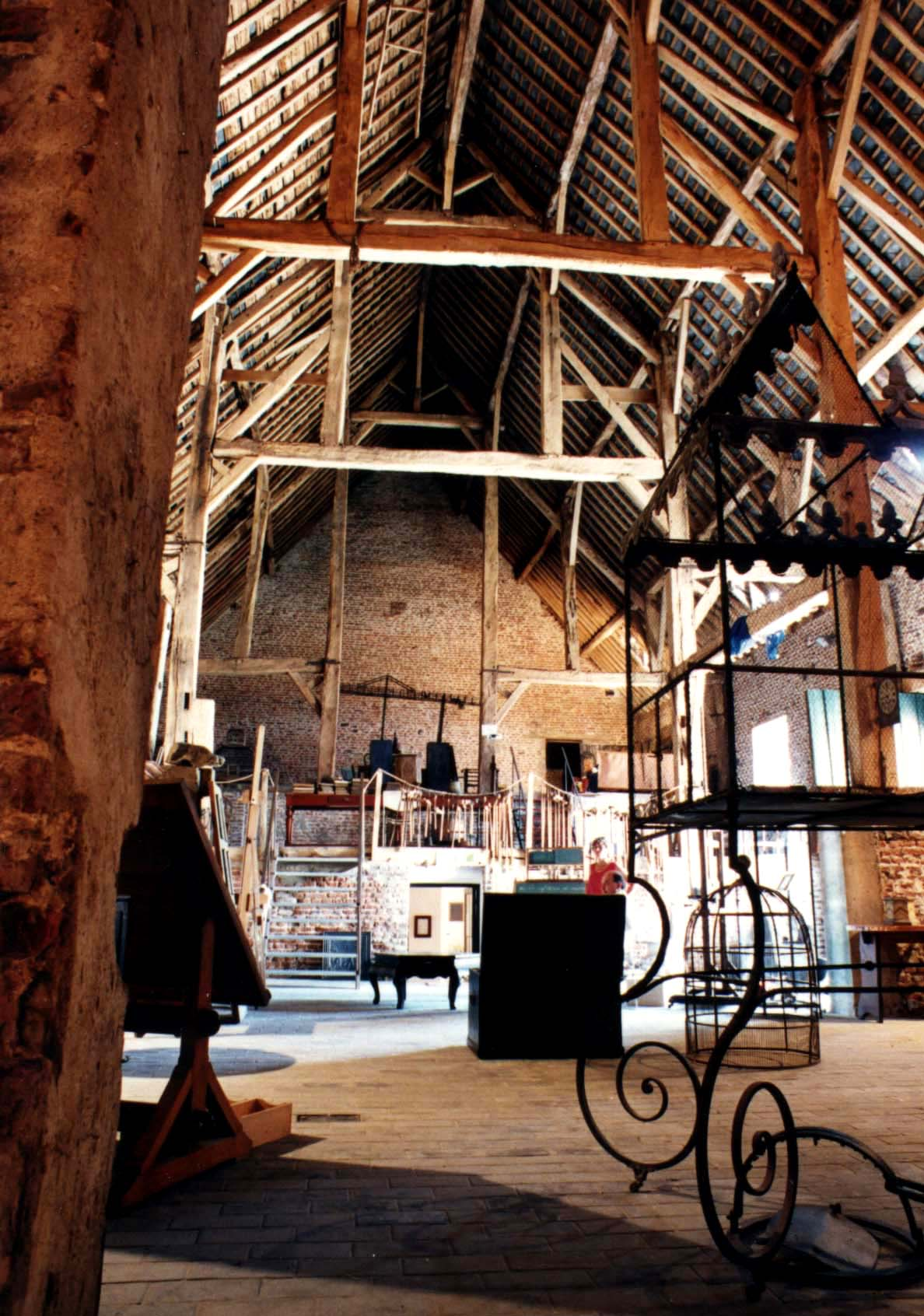
De reusachtige schuur.

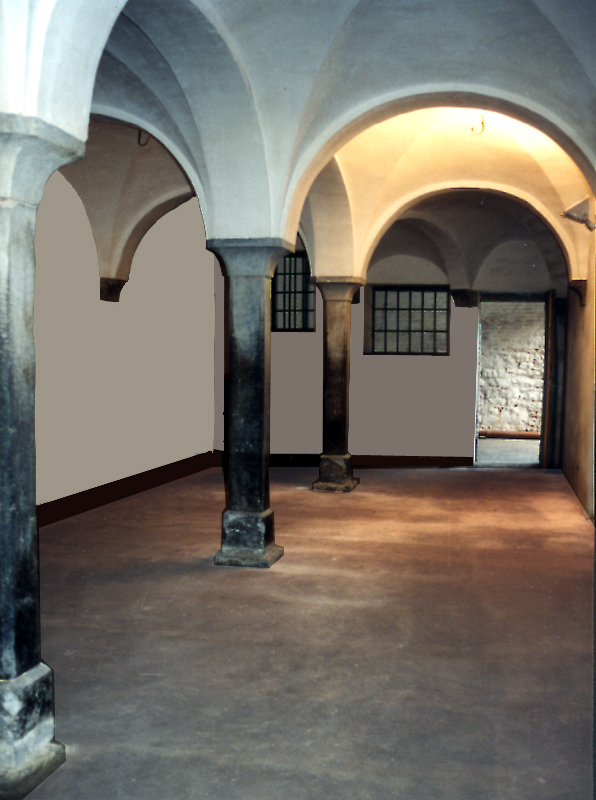
Een van de paardenstallen uit de 17de eeuw.

In de 17de eeuw laat de graaf van het Heilige Roomse Rijk Conrard d'Ursel, eigenaar van het kasteel van Hermalle, zijn bezit renoveren en vergroten. Hij geeft het zo een toren-portaal met een gebogen poort en een stufstenen cartouche uit 1642. Het kasteel kan via een brug met drie bogen over de slotgracht, en een aansluitende valbrug, betreden worden.
De ingang leidt naar een grote ruimte omgegeven door een muur gemarkeerd met hoektorens op drie niveaus.
Binnen die omsluiting doet de graaf, ten oosten, een hoofdgebouw met een woning voor de boer en zijn personeel en ook gebouwen voor koeien- en varkensstallen met hooizolder bouwen.
Ook binnen de omsluiting, maar ten zuiden, opent een gewelfde karrendeur naar een grote schuur "in brede". Door de uitbreiding ten zuiden worden twee paardenstallen met kruisribgewelfen en gordelbogen gerust op monolithische schachten als zuilen gebouwd.
Door de bouw van een nieuwe vleugel, die het hoenderhof van het voorplein van het kasteel scheidt, worden de gebouwen in de achttiende eeuw een "vierkante hoeve" - wat de traditionele structuur van de landbouwbedrijven in Condroz en Haspengouw is.
In de vroege 19de eeuw, ondanks haar grote omvang, blijkt de hoeve te klein en vereist een vergroting. Een ruimte wordt teruggevonden in de schuur door het bouwen van een verdieping. Bovendien wordt de oostvleugel in de breedte, achter de versterkte muur om, over de gehele lengte (behalve op een klein perceel dat als begraafplaats is gekadastreerd) verdubbeld. De hoeve is definitief van het kasteelvoorplein afgesneden door de bouw van een halve toren en een muur aan het einde van de westenvleugel.

## Bouwkundige kenmerken

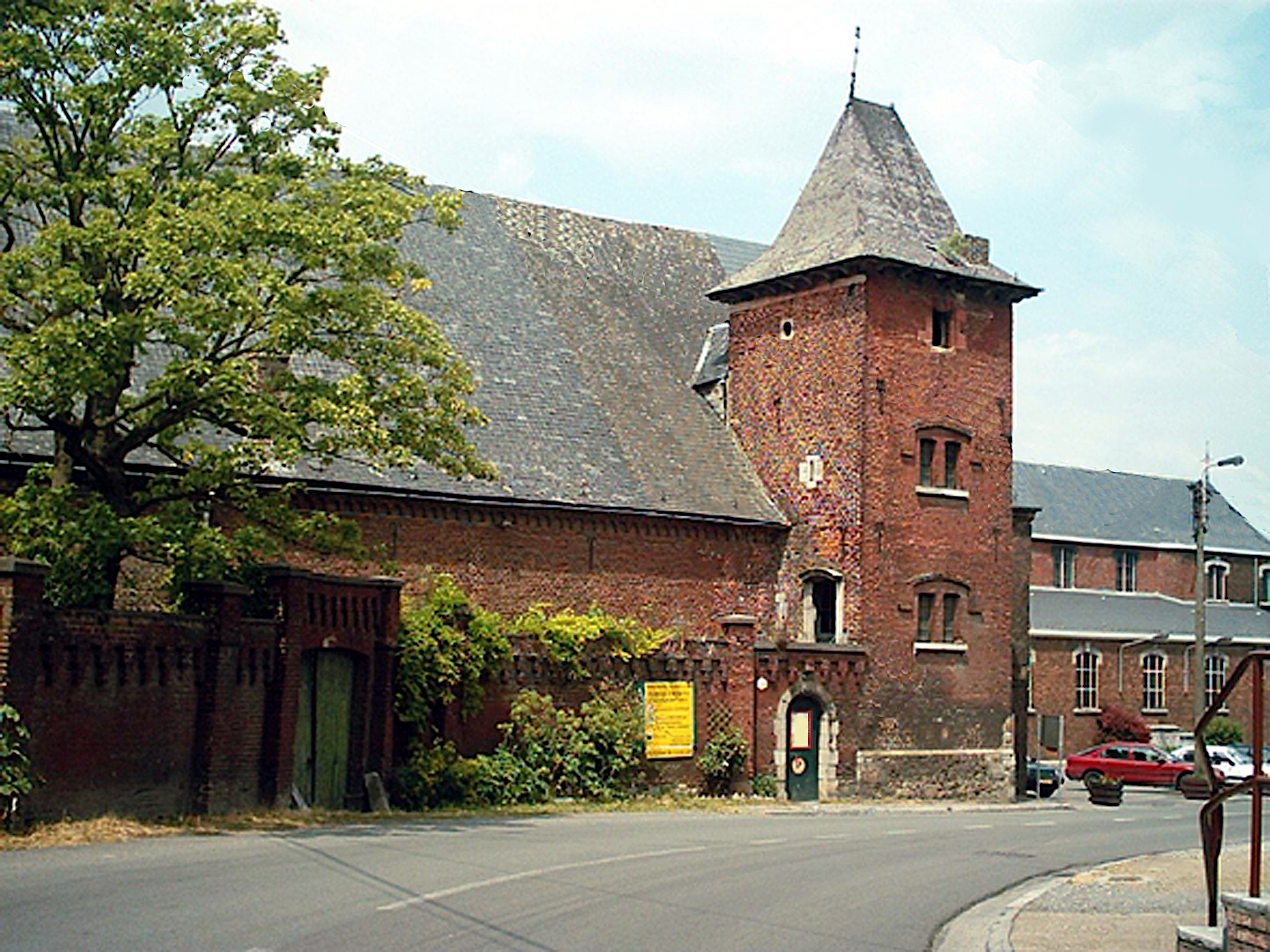
Zuidgevel van de Ferme castrale.

De buitenmuren zijn met bakstenen op basis van zandsteen en kalksteen.
De omlijstingen van de deuren en vensters zijn van blauwe hardsteen ; de vormen zijn afhankelijk van de bouwperiode en, bovendien, sommige deurlateien werden in de 19de eeuw omwille van esthetiek verbouwd.
Het leien wolfsdak is op de hellingen naar het binnenplein van dakvensters voorzien.
De gevels zichtbaar vanuit de straten zijn allemaal verschillend:
- ten noorden (rue Gerée) heeft de gevel elementen van de 17de eeuw (holte voor de valbrug, portaal met neggenblokken en weererker), van de 18de en de 19de voor de vensters met ramen;
- ten oosten (straatje voor de kerk Saint-Martin) valt de gevel, wegens de uitbreiding van het gebouw, onder industriële architectuur;
- ten zuiden (Freddy Terwagne steenweg) is ze door een hoge omheinde muur uit de 19de eeuw gedeeltelijk verborgen. De enkele deur waarlangs het publiek binnenkomt werd in die eeuw met oude gerecupereerde stenen gedateerd 1641 en dragend het blazoen van graaf d'Ursel gebouwd.

De buitengevel van de 18de eeuw van de westen vleugel, met uitzicht op het voorplein van het kasteel (privé), is niet beschikbaar en werd in de 19de eeuw door de bouw van een muur met trompe-l'oeil verborgen.

## Nieuwe bestemming
In het laatste kwart van de 20ste eeuw, na de stopzetting van de landbouw, is de hoeve verlaten en uiteindelijk verkocht door de toenmalige eigenaars, de familie de Potesta die langzamerhand het heerlijke goed heeft laten verbrokkelen.
Gekocht eind 1990 door een coöperatieve vereniging van individuen, kent ze het begin van een renovatie die nog niet is voltooid.
In september 1991 is de schuur, die een van de mooiste dakconstructie van de provincie toont, voor het eerst voor het publiek tijdens de Open Monumentendagen geopend. De plaats en de voorgestelde tentoonstelling "Patrimoine culinaire ancien dans les collections privées" worden zo goed ontvangen door het publiek dat het lot van het gebouw hierdoor zal beïnvloeden worden. Een vzw wordt twee jaar later opgericht en ontwikkelt in de loop der jaren, terwijl de restauratie voortgezet wordt, een project voor cultuur en toerisme.
Vanaf 1993 worden in de hoeve de bibliotheek en museum van de gastronomie, het museum "Postes restantes", de plaatselijke VVV, een taverne en een tweedehandsboekhandel gecreëerd. Het oude hoofdgebouw is een privé-woning en de oude mesthoop is een kleine tuin geworden.

## Natuurerfgoed
De Ferme castrale is gelegen in een natuurgebied.
Twee bomen zijn door het Waals Gewest opgenomen :
- Een mammoetboom (Sequoiadendron giganteum) in de dreef (gevuld oude gracht) die zich langs de muur van het oude kerkhof uitstrekt;
- Een gewone esdoorn (Acer pseudoplatanus), "boom van de gehangene-drenkeling" genoemd, aan de rand van de slotgracht, tussen de hoeve en het kasteel.

## Monument als erfgoed
De erkenning als bouwkundig erfgoed van het gebouw door het Waals Gewest werd in 2006 geweigerd, maar een nieuwe aanvraag werd in de vroege zomer van 2008, met een petitie ter ondersteuning, gestuurd. De petitie had 1118 handtekeningen verzameld van individuen zowel uit Wallonië als ook uit Brussel, Vlaanderen, Frankrijk, Duitsland, Canada, Nederland en Verenigde Staten. De nieuwe aanvraag kreeg ook heel wat persaandacht. Op 7 oktober 2008 had de gemeenteraad van Engis unaniem voor de ondersteuning gestemd van de aanvraag voor de erkenning door het Waalse Gewest en tot inschrijving van het gebouw op de beschermlijst. De hoeve werd op 27 april 2009 op de lijst van beschermd erfgoed van het Waalse Gewest opgenomen maar de opening van de classificatie procedure begint pas in februari 2012 met het openbaar onderzoek.